# Arroyo Pavón (Uruguay)
El Arroyo Pavón es un curso de agua uruguayo que atraviesa el departamento de  San José perteneciente a la cuenca hidrográfica del Río de la Plata.
Nace en la Cuchilla de San José y desemboca en el Río de la Plata tras recorrer alrededor de  47 km.